# Транспонированная матрица
Транспонированная матрица — матрица {\displaystyle A^{T}}, полученная из исходной матрицы {\displaystyle A} заменой строк на столбцы.
Формально, транспонированная матрица для матрицы {\displaystyle A} размеров {\displaystyle m\times n} — матрица {\displaystyle A^{T}} размеров {\displaystyle n\times m}, определённая как {\displaystyle A_{ij}^{T}=A_{ji}}.
Например,
{\displaystyle {\begin{bmatrix}1&2\\3&4\end{bmatrix}}^{\mathrm {T} }\!\!\;\!=\,{\begin{bmatrix}1&3\\2&4\end{bmatrix}}} и {\displaystyle {\begin{bmatrix}1&2\\3&4\\5&6\end{bmatrix}}^{\mathrm {T} }\!\!\;\!=\,{\begin{bmatrix}1&3&5\\2&4&6\end{bmatrix}}\;}
То есть для получения транспонированной матрицы из исходной нужно каждую строчку исходной матрицы записать в виде столбца в том же порядке.

## Свойства транспонированных матриц
- Дважды транспонированная матрица А равна исходной матрице А.

{\displaystyle (A^{T})^{T}=A}
- Транспонированная сумма матриц равна сумме транспонированных матриц.

{\displaystyle (A+B)^{T}=A^{T}+B^{T}}
- Транспонированное произведение матриц равно произведению транспонированных матриц, взятых в обратном порядке.

{\displaystyle (AB)^{T}=B^{T}A^{T}}
- При транспонировании можно выносить скаляр.

{\displaystyle (\lambda A)^{T}=\lambda A^{T}}
- Определитель транспонированной матрицы равен определителю исходной матрицы.

{\displaystyle \det A=\det A^{T}}

## Связанные определения
Симметричная матрица (симметрическая матрица) — матрица,
удовлетворяющая соотношению {\displaystyle S^{T}=S}.
Для того чтобы матрица {\displaystyle S} была симметричной, необходимо и достаточно, чтобы:
- матрица {\displaystyle S} была квадратной;
- элементы, симметричные относительно главной диагонали, были равны, то есть {\displaystyle S_{ij}=S_{ji}}.

Антисимметричная (кососимметричная) матрица (антисимметрическая, кососимметрическая) — матрица,
удовлетворяющая соотношению {\displaystyle A^{T}=-A}.
Для того чтобы матрица {\displaystyle A} была антисимметричной, необходимо и достаточно, чтобы:
- матрица {\displaystyle A} была квадратной;
- элементы, симметричные относительно главной диагонали, были равны по модулю и противоположны по знаку, то есть {\displaystyle A_{ij}=-A_{ji}}.

Отсюда следует, что элементы главной диагонали антисимметричной матрицы равняются нулю:
{\displaystyle A_{ii}=0}.
Для любой квадратной матрицы {\displaystyle M} имеется представление
{\displaystyle M=S+A},
где {\displaystyle S={\frac {M+M^{T}}{2}}} — симметричная часть,
{\displaystyle A={\frac {M-M^{T}}{2}}} — антисимметричная часть.